# Berthundus
Berthundus (Beherond) ou Bertachundus ou Berchundus ou Berchond fut un évêque d'Amiens au VIIe siècle. Il est reconnu saint par l'Église catholique.

## Biographie
Nous ne connaissons rien de ce personnage hormis qu'il participa au concile de Paris, en 614 qui traita de la liberté des élections épiscopales, des privilèges ecclésiastiques et de l'inviolabilité des biens de l’Église ainsi que de la discipline dans l'Église.
Il autorisa Valery de Leuconay à fonder une chapelle à l'origine de l'abbaye de Saint-Valery-sur-Somme. Le diocèse d'Amiens ne le fête plus, mais sur la façade occidentale de la cathédrale Notre-Dame d'Amiens, au portail de saint Firmin le Martyr, une statue perpétue sa mémoire.

## Pour approfondir